# Takashi Nagasako
Takashi Nagasako (長嶝 高士?, Nagasako Takashi; Prefettura di Wakayama, 24 febbraio 1964) è un doppiatore giapponese. È principalmente noto per essere la voce di Ganondorf, Donkey Kong e Big the Cat (dopo il decesso di Shun Yashiro).

## Ruoli interpretati

### Serie animate
- Banana Fish (Dr. Meredith)
- Bleach (Hachigen Ushoda, Jidanbo Ikkanzaka, Mitsuru Ishino)
- Bleach: Thousand-Year Blood War (Hachigen Ushoda)
- Cowboy Bebop (George)
- Digimon Fusion Battles (Musymon)
- Dragon Ball Kai (Dodoria)
- Excel Saga (Pedro Domingo)
- Fullmetal Alchemist: Brotherhood (Meissner)
- Gintama (Nanba)
- Kirby (Sir Ebrum, Sindaco Blustergas, Prof. Curio, Fang)
- Konosuba: God's Blessing on this Wonderful World! (Aldarp Barnes Alexei)
- Le bizzarre avventure di JoJo: Phantom Blood (Ispettore)
- Naruto (Yashiro Uchiha)
- Naruto Shippuden (Yashiro Uchiha)
- One Piece (Kiba, Macro, Mendo, Jozu, Aladdin)
- Shin Jeeg Robot d'acciaio (Naojiro)
- Slayers (vari banditi)
- Slayers Next (Chef)
- Sonic X (Big the Cat)
- Soul Taker (Samurai armato)
- Transformers Animated (Isaac Sumdac, Snarl)

### OAV
- Cutey Honey - La combattente dell'amore (Caesar)
- Slayers Excellent (brigante #4, soldato #2)
- Tekken - The Animation (Ganryu)

### Film animati
- Memories (annunciatore della stazione #2)

### Videogiochi
- 10,000 Bullets (Little John)
- Arc the Lad II (Gruga)
- Castle Shikigami 2 (Fai Aja)
- Cobra the Arcade (Zoros)
- Deadstorm Pirates (Duncan)
- Donkey Kong Jungle Beat (Donkey Kong)
- Donkey Kong Jet Race (Donkey Kong, Cranky Kong)
- Donkey Kong: Jungle Climber (Donkey Kong, Cranky Kong, Xananab)
- Donkey Kong Country Returns (Donkey Kong, Cranky Kong)
- Donkey Kong Country: Tropical Freeze (Donkey Kong, Cranky Kong)
- Dragon Ball: Raging Blast (Dodoria)
- Dragon Ball Z: Tenkaichi Tag Team (Dodoria)
- Dragon Ball: Raging Blast 2 (Dodoria)
- Dragon Ball Z: Ultimate Tenkaichi (Dodoria)
- Dragon Ball Xenoverse 2 (Dodoria)
- Dragon Ball Legends (Dodoria)
- Dragon Ball Z: Kakarot (Dodoria)
- Dragon Ball: Sparking! Zero (Dodoria)
- Dragon Force II: Kamisarishi Daichi ni (Enzzo)
- Fighting EX Layer (Darun Mister)
- Fire Emblem: Path of Radiance (Greil, Narratore)
- Fire Emblem: Radiant Dawn (Dheginsea, Narratore)
- Fire Emblem Heroes (Greil)
- Fire Emblem: Engage (Hyacinth)
- Harmful Park (Scienziato)
- JoJo's Bizarre Adventure (Chaka, Khan)
- Klonoa 2: Lunatea's Veil (Leptio il Clown dei Fiori)
- La Pucelle: Tactics (Padre Salade)
- Legend of Legaia (Songi, Gaza)
- Makai Kingdom: Chronicles of the Sacred Tome (Dryzen)
- Mario Power Tennis (Donkey Kong)
- Mario Superstar Baseball (Donkey Kong)
- Mario Kart DS (Donkey Kong)
- Mario Smash Football (Donkey Kong)
- Mario Party 8 (Donkey Kong)
- Mario Strikers Charged Football (Donkey Kong)
- Mario Kart Wii (Donkey Kong)
- Mario Super Sluggers (Donkey Kong, Baby Donkey Kong)
- Mario & Sonic ai giochi olimpici invernali (Donkey Kong)
- Mario Sports Mix (Donkey Kong)
- Mario Kart 7 (Donkey Kong)
- Mario & Sonic ai giochi olimpici di Londra 2012 (Donkey Kong)
- Mario Party 9 (Donkey Kong)
- Mario Tennis Open (Donkey Kong)
- Mario & Sonic ai Giochi olimpici invernali di Sochi 2014 (Donkey Kong)
- Mario Golf: World Tour (Donkey Kong)
- Mario Kart 8 (Donkey Kong)
- Mario Party 10 (Donkey Kong)
- Mario Tennis: Ultra Smash (Donkey Kong)
- Mario & Sonic ai Giochi olimpici di Rio 2016 (Donkey Kong)
- Mario Party: Star Rush (Donkey Kong)
- Mario Party: The Top 100 (Donkey Kong)
- Mario + Rabbids Kingdom Battle (Donkey Kong)
- Mario Tennis Aces (Donkey Kong)
- Mario & Sonic ai Giochi olimpici di Tokyo 2020 (Donkey Kong)
- Mario Golf: Super Rush (Donkey Kong)
- Mario Strikers: Battle League Football (Donkey Kong)
- Mario vs. Donkey Kong (Remake) (Donkey Kong)
- Marvel vs. Capcom: Clash of Super Heroes (Captain Commando)
- Marvel vs. Capcom 2: New Age of Heroes (Captain Commando)
- Mega Man 2: The Power Fighters (Duo)
- Mega Man 8 (Tengu Man, Search Man)
- Mega Man X4 (Magma Dragoon, Slash Beast)
- Mega Man: Maverick Hunter X (Spark Mandrill)
- Mimana Iyar Chronicle (Cavaliere Nero)
- One Piece: Pirate Warriors 2 (Jozu)
- One Piece: Pirate Warriors 3 (Jozu)
- One Piece: Burning Blood (Jozu)
- One Piece: Pirate Warriors 4 (Jozu)
- Persona 2: Innocent Sin (Preside Hanya)
- Project Justice: Rival Schools 2 (Boman Delgado, Gan Isurugi)
- Punch-Out!! (videogioco 2009) (Donkey Kong)
- Radiata Stories (Parsec)
- Rhapsody II: Ballad of the Little Princess (Geo Zeolight, Burg, Hammer)
- Rhapsody III: Memories of Marl Kingdom (Hammer, Burg, Geo Zeolight, Zolbaref, Mustaki)
- Rival Schools: United by Fate (Gan Isurugi, Boman Delgado)
- Robot Alchemic Drive (Kyoji Otawara)
- Shinobi (Kongou)
- Sly Raccoon (Murray)
- Sly 2: La banda dei ladri (Murray)
- Sonic Heroes (Big the Cat)
- Sonic Colours (Big the Cat)
- Sonic Frontiers (Big the Cat)
- Sonic x Shadow Generations (Big the Cat)
- Soul Edge (Rock, Cervantes de Leon, Vercci, Seong Han-Myeong, Soul Edge)
- Soulcalibur (Rock, Cervantes de Leon)
- Soulcalibur II (Cervantes de Leon)
- Soulcalibur III (Cervantes de Leon)
- Street Fighter EX (Darun Mister)
- Street Fighter EX 2 (Darun Mister)
- Street Fighter EX 3 (Darun Mister)
- Super Mario Party (Donkey Kong)
- Super Mario Party Jamboree (Donkey Kong)
- Super Robot Wars Alpha 3 (Docker)
- Super Robot Wars Z2: Destruction Chapter (Noel Barkov)
- Super Smash Bros. Melee (Ganondorf)
- Super Smash Bros. Ultimate (Ganondorf)
- Tales of Berseria (Dyle)
- Team Sonic Racing (Big the Cat)
- Tekken 2 (Ganryu)
- Tekken Tag Tournament (Ganryu)
- The Legend of Zelda: Ocarina of Time (Ganondorf, Talon, Ingo, Mastro Tek)
- The Legend of Zelda: The Wind Waker (Ganondorf)
- Xenoblade Chronicles X (Daghan)
- Yoshi's Island DS (Baby Donkey Kong)

### Ruoli di doppiaggio
- Sonic Prime (Big the Cat)
- SpongeBob - Il film (Patrick Stella)
- Transformers Prime (Bulkhead)